# 손탁 호텔 (오페라)
손탁 호텔은 2005년 11월 23일 처음 상연된 대한민국의 희극작가 차범석 대본에 작곡가 이영조 작곡의 대한민국 오페라이다. 1976년 작가 차범석이 지은 같은 이름의 희곡 손탁 호텔을 개작한 것이다.

## 출연자
- 안형렬 : 서재필 역
- 권성순 : 손탁 역
- 최경열 : 이상재 역

## 같이 보기
- 손탁 호텔
- 손탁호텔
- 서재필
- 손탁
- 고종
- 윤치호
- 이상재

## 참조
1. ↑  서재필, 오페라로 되살아나[깨진 링크(과거 내용 찾기)] 조선일보 2005.11.04